# 奥勒·安德贝里
奥勒·安德贝里（瑞典語：Olle Anderberg，1919年9月13日—2003年9月26日），瑞典男子摔跤运动员。他曾代表瑞典参加1948年、1952年和1956年夏季奥林匹克运动会摔跤比赛，共获得一枚金牌和一枚银牌。